# Le Télégramme
Le Télégramme – francuski dziennik wydawany w Bretanii.

## Charakterystyka
Dziennik został założony w 1944 roku, zastępując wydawane od 1866 roku czasopismo "La Dépêche". Siedziba dziennika znajduje się w mieście Morlaix. Oprócz tego dziennik posiada 13 redakcji lokalnych w trzech departamentach. Redaktorem naczelnym gazety jest Hubert Coudurier, natomiast właścicielem grupa medialna Société. Z dziennym nakładem wynoszącym ponad 205 000 egzemplarzy "Le Télégramme" jest jedną z najbardziej poczytnych gazet w regionie.